# جایزه پوشکارت

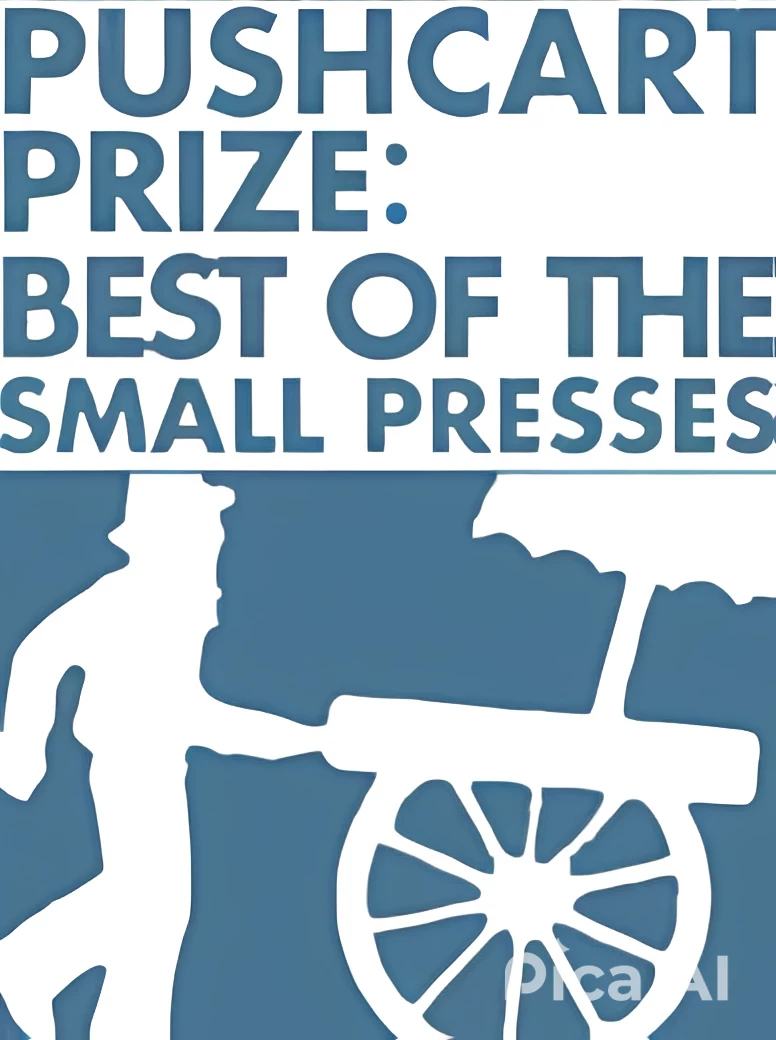
جایزه ادبی پوشکارت

جایزه پوشکارت یک جایزه ادبی آمریکایی است که توسط پوشکارت پرس به بهترین «شعر، داستان کوتاه و مقاله» که در مطبوعات کوچک در طول سال گذشته منتشر شده ارائه می‌گردد. بنیانگذار این جایزه، آقای Bill Henderson است. همه ساله سردبیران چاپخانه‌های کوچک کتب و مجلات دعوت می‌شوند تا حداکثر شش اثر خود را ارائه دهند. گلچین آثار منتخب از سال ۱۹۷۶ همه ساله منتشر می‌شود. این جایزه توسط حامیان داوطلب حمایت می‌شود.

## نامزدهای ایرانی
جایزه ادبی پوشکارت، تاکنون دو نامزد ایرانی و یک برنده ایرانی-آمریکایی تبار داشته که اسامی آنها به شرح ذیل است:
- فریده حسن‌زاده، شعر "در جواب دخترم که پرسید: چرا مرا به دنیا آوردی؟"، ۲۰۱۱ (نامزد دریافت)
- کاوه اکبر، برنده سال‌های ۲۰۱۷ و ۲۰۱۸
- سید مرتضی حمیدزاده، شعر "قلب خنجرها"، ۲۰۲۰ (نامزد دریافت)

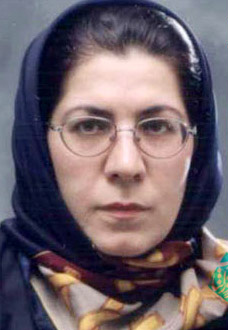
فریده حسن‌زاده

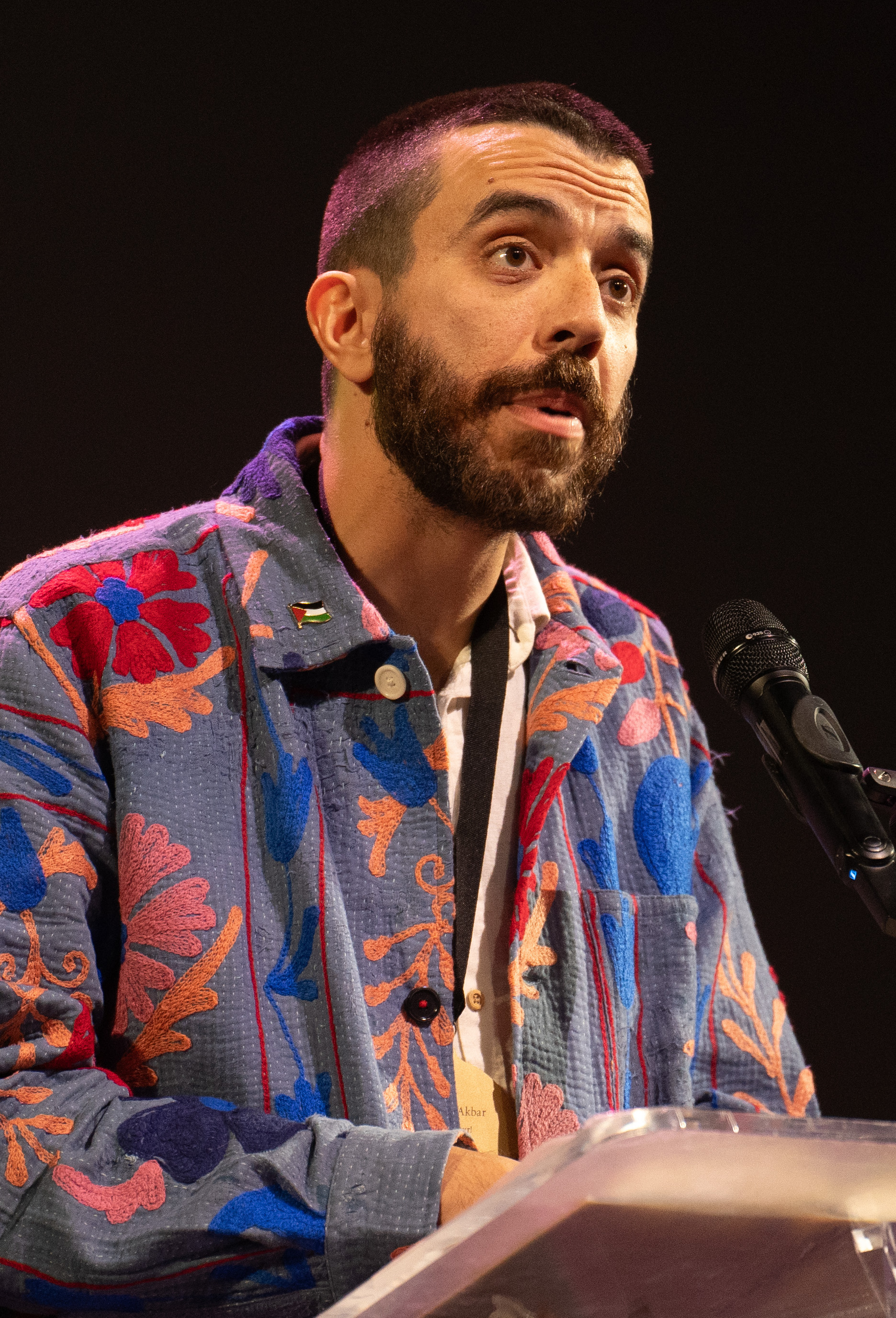
کاوه اکبر

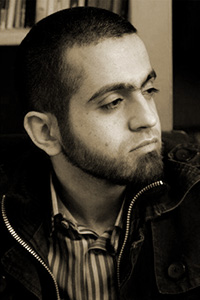
سیدمرتضی حمیدزاده

## برندگان جایزه
جایزه پوشکارت، از سال ۱۹۷۶ هرساله اسامی برندگان خود را از بین اسامی اعلام شده توسط نشریات آمریکایی انتخاب می‌نماید که اسامی برخی از برندگان در زیر آمده است:
- ریموند کارور، کلتسکنی، ۱۹۷۶
- کتی آکر، نیویورک، ۱۹۷۹
- استیون بارتلم، هوستون، ۱۹۹۳
- ریک باس، فورت ورث
- ان کارسون، تورنتو، ۱۹۹۷
- جونو دیاز، سانتودومینگو